# Johannes Laudage

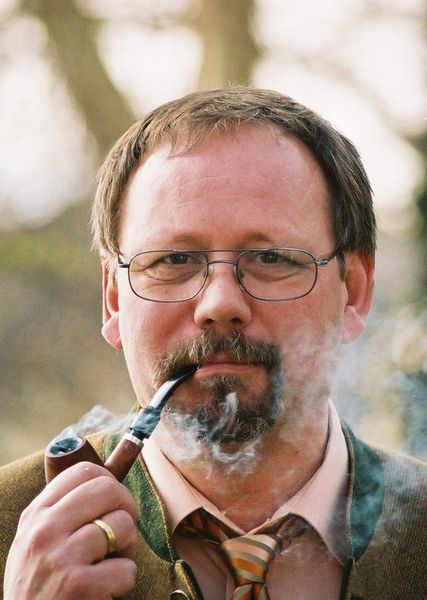
Johannes Laudage, aufgenommen von Werner Maleczek im Herbst 2007.

Johannes Laudage (* 23. Februar 1959 in Menden; † 26. Januar 2008 in Nattenheim) war ein deutscher Historiker. Laudage lehrte vom Wintersemester 1999/2000 bis zu seinem Unfalltod im Jahr 2008 an der Heinrich-Heine-Universität Düsseldorf als Professor für Mittelalterliche Geschichte. Sein Forschungsschwerpunkt war die Geschichte des 10. bis 12. Jahrhunderts.

## Leben
Johannes Laudage wuchs im Essener Stadtteil Kettwig auf und besuchte das dortige Burggymnasium. Er studierte Geschichte, Katholische Theologie und Historische Hilfswissenschaften an der Rheinischen Friedrich-Wilhelms-Universität Bonn und an der Universität zu Köln. Seit 1979 wurde er durch das Cusanuswerk gefördert. Im Jahr 1983 wurde er im Alter von 24 Jahren in Köln bei Odilo Engels promoviert; 1989 habilitierte er sich mit einer Arbeit über Papst Alexander III. und Friedrich Barbarossa. Nach Lehr- und Forschungstätigkeiten an Universitäten in Köln, Mainz, Braunschweig, Heidelberg, Bonn und München wurde Laudage 1999 auf den Lehrstuhl für Mittelalterliche Geschichte an der Heinrich-Heine-Universität Düsseldorf berufen. Als akademischer Lehrer war er für neun Promotionen und zwei Habilitationen verantwortlich. Im Jahr 2008 kam er bei einem Verkehrsunfall ums Leben. Er hinterließ seine Frau und sechs Kinder. Seine Witwe Christiane, Journalistin und Historikerin, veröffentlichte 2012 eine Geschichte der Gegenpäpste und 2016 eine Geschichte des Ablasswesens im Mittelalter und in der Frühen Neuzeit.

## Wirken
Der Forschungsschwerpunkt Laudages lag in der Geschichte des 10. bis 12. Jahrhunderts. Kirchen- und geistesgeschichtliche Fragestellungen dienten ihm als Ausgangspunkt für eine umfassendere Perspektive, rechts- und militärgeschichtlichen Akzente rundeten das Gesamtbild ab. Laudage war Mitglied des wissenschaftlichen Beirats der Paderborner Ausstellung „Canossa 1077 – Erschütterung der Welt“ und Mitglied der Gesellschaft für Rheinische Geschichtskunde. In seiner Dissertation plädierte Laudage dafür, dass die allgemein bekannten und von der Forschung akzeptierten Elemente der Kirchenreform des 11. Jahrhunderts um das Aufkommen eines neuartigen „Priesterbildes“ erweitert werden müssten. Dieses Klerikerideal habe sich durch die Betonung der kultischen Reinheit des Priesters, am Beharren auf dem Zölibat und der Nichtkäuflichkeit kirchlicher Ämter (Simonie) und Leistungen (Sakramente) ausgezeichnet. Die internationale Forschung hat sich diesen Standpunkten weithin angeschlossen; sie haben Eingang in die wichtigsten Handbücher zu Kirchenreform und Investiturstreit im 11. Jahrhundert gefunden. Umstritten war allerdings Laudages erstmals in seiner Dissertation vertretene Frühdatierung des päpstlichen Investiturverbots in das Jahr 1075. 
In seiner Habilitation verfolgte er das Ziel, „durch eine Verbindung von Fragestellungen der modernen Rechts- und Verfassungsgeschichte mit solchen der politischen Geschichte näheren Aufschluß darüber zu gewinnen, von welchen Faktoren die große Auseinandersetzung zwischen Papsttum und Kaisertum in den Jahren 1159–1177 maßgeblich bestimmt wurde“. Laudage arbeitete insbesondere heraus, dass die je unterschiedliche Auslegung der Bestimmungen der angeblichen Konstantinischen Schenkung wesentlicher Bestandteil des jahrelangen Konfliktes der kaiserlichen und päpstlichen Partei war. Es handelte sich in der Auseinandersetzung Barbarossas mit Papst Alexander III. demgemäß vor allem um einen Interessenskonflikt über die weltlichen Herrschaftsansprüche der Kontrahenten in Italien und weniger um die Frage nach der Spitzenstellung von Kaiser und Papst in einer die gesamte Christenheit umfassenden (Welt-)Ordnung (so noch der Tenor der älteren Forschung).
Im Jahr 2001 veröffentlichte er eine Biografie über Kaiser Otto I. In seiner Biographie griff er auch jüngere Impulse der Forschung zu ritualisierten Handeln auf. Zu Otto hatte es in der deutschsprachigen Forschung bis zum Erscheinen von Laudages Biographie lange Zeit an einer modernen Darstellung gefehlt. 
Zum salischen Herrscher Heinrich III. legte er 1999 die einzige ausführlichere Darstellung jüngeren Datums vor. Im Jahr 2006 veröffentlichte er eine knappe Einführung über die Salier. Ebenfalls 2006 erschien von Laudage und seinen Mitarbeitern Lars Hageneier und Yvonne Leiverkus ein „Lesebuch“ zu den Karolingern. Das Buch richtet sich nicht in erster Linie an den Spezialisten, sondern soll die Karolinger einem breiteren Publikum näher bringen.
Anfang 2009 erschien postum sein letztes Werk, eine Biografie Friedrich Barbarossas, die von Lars Hageneier und Matthias Schrör aus dem Nachlass herausgegeben wurde. Die Darstellung über Barbarossa konnte Laudage nicht mehr ganz beenden. Eine große Lücke klafft zwischen dem Bamberger Hoftag (1169) und dem Frieden von Venedig (1177). Laudage beschäftigte sich weniger damit, ob und inwieweit eine Biographie über einen Menschen des Mittelalters überhaupt möglich sei. Er hielt einen „integrativen Verstehensansatz“ für notwendig. Nach Laudage bestand die „Kunst historischen Verstehens“ darin, „die innere Folgerichtigkeit und Kohärenz bestimmter Geschehensbündel zu erkennen“. Dies führte bei Laudage oft dazu, dass ein bestimmter Vorgang „nicht überraschend“ sei.

## Schriften
Monographien
- Priesterbild und Reformpapsttum im 11. Jahrhundert (= Archiv für Kulturgeschichte. Beihefte 22). Böhlau, Köln u. a. 1984, ISBN 3-412-05484-4 (zugleich: Köln, Universität, Dissertation, 1983).
- Gregorianische Reform und Investiturstreit (= Erträge der Forschung. Bd. 282). Wissenschaftliche Buchgesellschaft, Darmstadt 1993, ISBN 3-534-08566-3.
- Alexander III. und Friedrich Barbarossa (= Forschungen zur Kaiser- und Papstgeschichte des Mittelalters. Bd. 16). Böhlau, Köln u. a. 1997, ISBN 3-412-15495-4 (zugleich: Köln, Universität, Habilitationsschrift, 1996).
- Otto der Große (912–973). Eine Biographie. Pustet, Regensburg 2001, ISBN 3-7917-1750-2 (3. Auflage. Regensburg 2012).
- Die Salier. Das erste deutsche Königshaus (= Beck’sche Reihe. C.-H. Beck. Wissen. Bd. 2397). Beck, München 2006, ISBN 3-406-53597-6 (4., durchgesehene und aktualisierte Auflage, München 2017).
- mit Lars Hageneier und Yvonne Leiverkus: Die Zeit der Karolinger. Wissenschaftliche Buchgesellschaft, Darmstadt 2006, ISBN 3-534-15830-X.
- Friedrich Barbarossa. (1152–1190). Eine Biographie. Herausgegeben von Lars Hageneier und Matthias Schrör. Pustet, Regensburg 2009, ISBN 978-3-7917-2167-5.

Herausgeberschaften
- mit Matthias Schrör: Der Investiturstreit. Quellen und Materialien (= UTB. Bd. 2769). 2., völlig überarbeitete und stark erweiterte Auflage. Böhlau, Köln u. a. 2006, ISBN 3-8252-2769-3.